# Il Saggiatore (trattato)

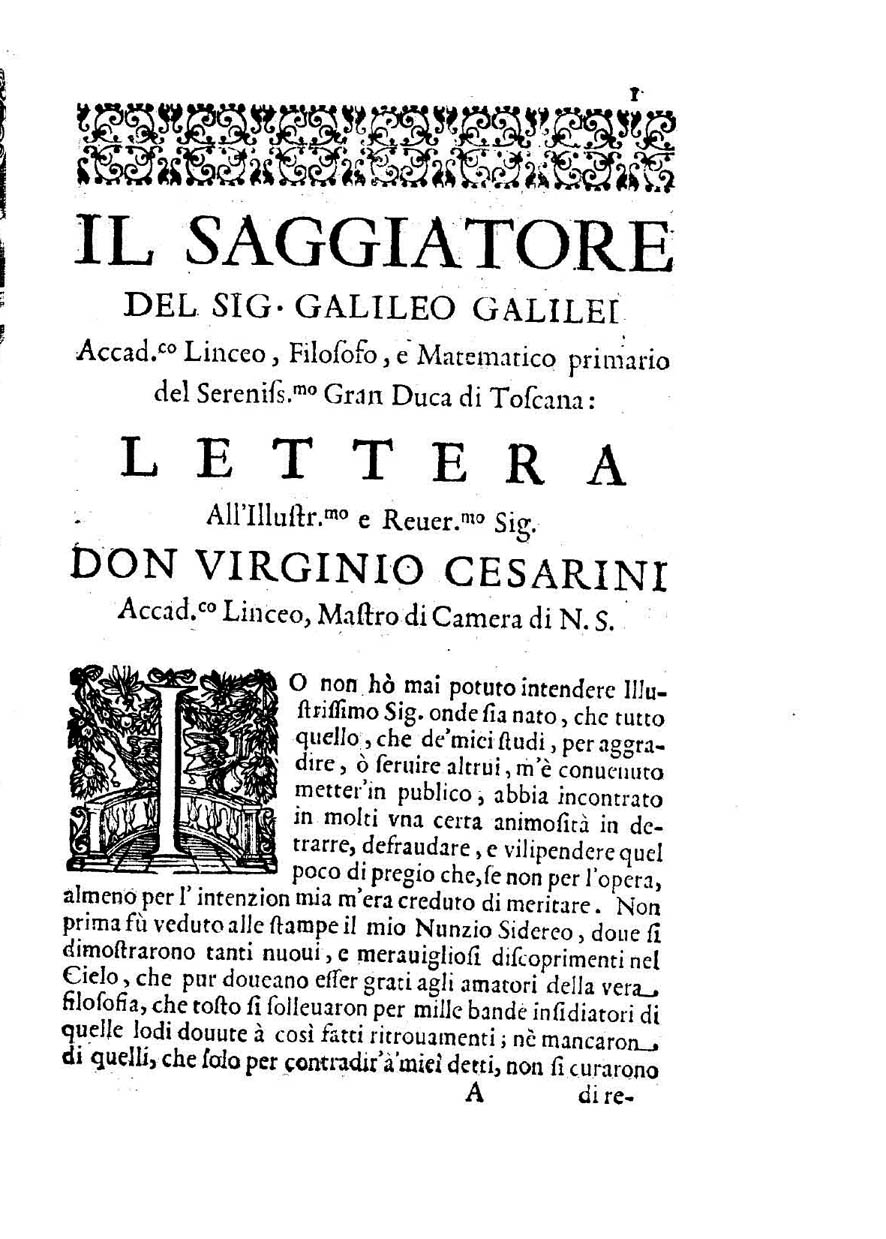
Prima pagina del testo nell'edizione originale.

Il Saggiatore, nel quale con bilancia esquisita e giusta si ponderano le cose contenute nella Libra astronomica e filosofica di Lotario Sarsi Sigensano è un trattato scritto da Galileo Galilei sotto forma di lettera indirizzata a Virginio Cesarini e stampato nell'ottobre del 1623 a Roma, con l'imprimatur del teologo domenicano Nicolò Riccardi e la dedicatoria degli Accademici dei Lincei al nuovo papa Urbano VIII.

## Contenuto
Il trattato nacque da una disputa tra Galileo e Orazio Grassi sull'origine delle comete. Nell’autunno del 1618 erano apparse tre comete, divenute oggetto di discussione da parte di scienziati e filosofi.
Il gesuita Orazio Grassi nel 1619 pubblicò un trattato, De tribus cometis anni MDCXVIII disputatio astronomica, proponendo una spiegazione a questo fenomeno. Galileo rispose tramite un suo discepolo, Mario Guiducci, col Discorso delle comete. Padre Grassi sempre nel 1619, sotto lo pseudonimo di Lotario Sarsi, replicò con la Libra astronomica ac philosophica e Galileo, fingendo che il Sarsi fosse una persona diversa dal Grassi, scrisse il Saggiatore in opposizione alla Libra.
Il titolo dell'opuscolo deriva dalla bilancia di precisione, il "saggiatore" appunto, con la quale gli orefici pesano l'oro, in contrapposizione alla grossolana "libra" (stadera), con la quale il Grassi, secondo il parere di Galileo, pesa le opinioni, che esse siano proprie o altrui.
Nella sua opera il sedicente Lotario Sarsi argomentava le sue dimostrazioni menzionando uova, fionde e Babilonesi, argomenti sui quali Galilei, rivendicando la superiorità delle osservazioni empiriche sulle argomentazioni non dimostrate, così si esprimeva: «Se il Sarsi vuole ch'io creda a Suida che i Babilonii cocesser l'uova col girarle velocemente nella fionda, io lo crederò; ma dirò bene, la cagione di tal effetto essere lontanissima da quella che gli viene attribuita, e per trovar la vera io discorrerò così: "Se a noi non succede un effetto che ad altri altra volta è riuscito, è necessario che noi nel nostro operare manchiamo di quello che fu causa della riuscita d'esso effetto [...]: ora, a noi non mancano uova né fionde, né uomini robusti che le girino, e pur non si cuocono [...]; e perché non ci manca altro che l'esser di Babilonia, adunque l'esser Babiloni è causa dell'indurirsi l'uova, e non l'attrizion dell'aria"».
L'ipotesi di Galileo che le comete fossero delle apparenze dovute ai raggi solari era sbagliata, mentre il Grassi, correttamente, affermava che esse erano corpi celesti. Ma Galileo aveva ragione nel sostenere che non era la scienza libresca del Grassi quella giusta, in quanto non fondata sulle esperienze, bensì sui libri degli antichi e sull'astrazione. Galileo invece si basava sul suo nuovo metodo scientifico, basato sull'osservazione e la sperimentazione, di cui Il Saggiatore fornisce per la prima volta le linee programmatiche. Celeberrima, in quest’ottica, è la metafora del “libro della natura”: esso sarebbe costituito, secondo Galilei, non da carta - come pare intendere il “Sarsi” - bensì da “triangoli, cerchi ed altre figure geometriche” (cap.6), e solo chi si intende di matematica può essere in grado di leggerlo adeguatamente. Per questo motivo Il Saggiatore è di grande rilevanza nella fondazione del moderno concetto di scienza.
Galileo dedicò a nome di tutti gli Accademici dei Lincei il trattato al nuovo papa Urbano VIII, che l'autore conosceva fin da quando era cardinale e che era salito al soglio pontificio nello stesso anno 1623. Noto per l'apertura alle arti e alla scienza, papa Barberini mostrò di gradire molto il contenuto dell'opera.
Dal punto di vista letterario, è considerato l'opera più elegante e effervescente di Galileo, quella in cui si fondono maggiormente il suo amore per la scienza, per la verità e la sua arguzia di polemista.

## Edizioni
- Il Saggiatore, nel quale con bilancia esquisita e giusta si ponderano le cose contenute nella Libra astronomica e filosofica di Lotario Sarsi Sigensano, scritto in forma di lettera all'ill.mo et rever.mo mons.re d. Virginio Cesarini acc.o linceo m.o di camera di N.S., In Roma, appresso Giacomo Mascardi, 1623. editio princeps
- Il Saggiatore, nel quale con bilancia esquisita e giusta si ponderano le cose contenute nella Libra astronomica e filosofica di Lotario Sarsi Sigensano, scritto in forma di lettera all'illustrissimo e reverendissimo monsig. d. Virginio Cesarini accademico linceo, maestro di camera di N.S., In Bologna, per gli hh. del Dozza, 1655.
- Il Saggiatore, [a cura di Giuseppe Chiarini], Firenze, G. Barbèra, Editore, 1864.
- Il Saggiatore, in Le Opere, Edizione nazionale, vol. VI, Firenze, G. Barbèra, 1896, pp. 197–372.
- Il Saggiatore, in Opere, a cura di Sebastiano Timpanaro, Collana Classici, Milano, Rizzoli, 1936.
- Il Saggiatore, in Opere, vol. I, a cura di Ferdinando Flora, Collezione La Letteratura italiana. Storia e Testi n.34. Galilei e gli scienziati del Seicento, Milano-Napoli, Ricciardi Editore, 1953.
- Il Saggiatore, in Opere, vol. I [di II], a cura di Franz Brunetti, Collezione Classici della Scienza, Torino, UTET, 1964.
- Il Saggiatore, Introduzione e cura di Libero Sosio, Collana UEF n.495, Milano, Feltrinelli, 1965; Prefazione di Giulio Giorello, Collana UEF. I Classici, Feltrinelli, 1992-2024.
- Il Saggiatore, a cura di Ferdinando Flora, Collezione Classici Ricciardi n.50, Torino, Einaudi, 1977. [ripresa dall'edizione Ricciardi del 1953]
- Il Saggiatore, a cura di Enrico Bellone, trad. di Luca Paretti, Collana I Fondamenti delle Scienza n.1, Roma, Edizioni Teknos, 1994.
- Il Saggiatore, Edizione critica e commento a cura di Ottavio Besomi e Mario Helbing, Collezione Medioevo e Umanesimo n.105, Roma-Padova, Antenore, 2005, ISBN 978-88-845-5583-0.
- Il Saggiatore, Edizione commentata a cura di Michele Camerota e Franco Giudice, Collana Saggi-Testi, Milano, Hoepli, 2023, ISBN 978 88 360 1439 2
- Il Saggiatore, Introduzione di Pasquale Guaragnella, Note a cura di Rosanna Lavopa, Collana BUR Classici, Milano, Rizzoli, 2023, ISBN 978-88-171-6313-2.